# مركز الملك خالد لأبحاث الحياة الفطرية
مركز الملك خالد لأبحاث الحياة الفطرية هو مركز بحثي يتبع المركز الوطني لتنمية الحياة الفطرية، يقع المركز في الثمامة عند سفح جبل طويق على بعد 70 كم تقريبا شمال منطقة الرياض، أنشئ المركز عام 1407 هـ الموافق 1987 لإدارة وإنماء مجموعة الحيوانات الخاصة التي بدأها خالد بن عبد العزيز في مزرعته بالثمامة، والتي ضمت وقتها أكثر من 600 حيوان تنتمي إلى 20 نوع مختلف من بينها أنواع عربية تراثية أهمها المها العربي وظباء الإدمي والريم.

## أنشطة المركز
قامت المركز الوطني لتنمية الحياة الفطرية بإنشاء مختبرات متخصصة بجوار المسيج الرئيسي بالإضافة إلى إنشاء 70 حظيرة إكثار مساحة كل منها نصف هكتار، يتركز توجه كل أنشطة المركز نحو تطبيق سياسات المركز لإنجاح برامج الإكثار تحت الأسر، ومن ثم مسك الحيوانات المنماة بانتظام وفحصها للوقاية من الأمراض أو نقلها إلى أماكن إعادة التوطين، كما تجري أبحاث في المجالات العلمية لتحسين المردود من إعادة التوطين.
وقد ازدادت أعداد الحيوانات في المركز حتى بلغت أكثر من 500 حيوان تمت إعادة تنظيمها بعد استبعاد كل الأنواع الدخيلة وإعطاء الأولوية للأنواع المستوطنة مثل المها عربية أم الوضيحي وظبي الريم وظبي الإدمي، والتي يقوم المركز بتطوير برامج علمية لإكثارها تحت الأسر، وتضم حظائر التوالد في المركز مئات من الظباء تشمل 6 سلالات مختلفة هي العفري والدوركاس والإدمي والريم وظبي سومرنج وظبي تومسون.

## أبحاث الضب
تحتضن المناطق المحيطة بالمركز مجموعة من الكائنات الفطرية المستوطنة ومن أبرزها الضب، وتشكل الأبحاث الخاصة بهذه المجموعات إحدى الأنشطة الهامة التي يتولاها المركز ومنها بوجه خاص مشروع دراسة المفترسات الصغيرة بمنطقة الثمامة الذي تم تنفيذه بالتعاون مع جامعة أكسفورد.

## أبحاث المها العربي
يتكون قطيع المها عربية أو الوضيحي الذي تقوم الهيئة برعايته في مركز سعود الفيصل لأبحاث الحياة الفطرية بالطائف من أفراد تم نقلها من مجموعة الحيوانات الخاصة بالملك خالد واستخدامها كنواة تأسيسية لبرامج التربية تحت الأسر، ويحتفظ مركز الثمامة بقطيع صغير من الوضيحي يتم استخدامه لأغراض التوعية البيئية.
ومن إحدى الوسائل الحديثة المستخدمة في إمساك الحيوان التي قام المركز بتطويرها على غرار النموذج النيوزيلندي، حيث يتم إغراء الحيوانات بالغذاء على الدخول إلى مساحة ضيقة محاطة بأعمدة معلق عليها أثقال موصلة بشراع من البلاستيك يخفى تحت التربة فيما بين الأعمدة، وعند دخول الحيوانات في المصيدة لتناول الغذاء يتم سحب صمام الأمان فتهوي الأثقال رافعة معها الشراع البلاستيكي الذي يحيط بالحيوانات وبذلك يمكن مسكها بواسطة الأيدي دون أن تتعرض للأذى، وقد أمكن بهذه الطريقة إمساك أكثر من 100 ظبي من الإدمي وظبي الريم بهدف إعادة توطينها في محمية الوعول بحوطة بني تميم ومحمية محازة الصيد بالقرب من الطائف.